# Mořičvíl
Mořičvíl je humoristicko-parodická fantasy mladého českého autora používajícího pseudonymu Denny Newman, zřetelně inspirovaná Zeměplochou Terry Pratchetta.
Text byl zpočátku šířen po internetu, ještě jen pod přezdívkou Denny; od srpna 2002 na serveru Palmknihy, který v roce 2003 vydal i jeho knižní verzi v rámci experimentů s technologií print on demand. Poté, co majitel Palmknih založil standardní nakladatelství Wolf Publishing, vydal přepracovanou verzi s přidaným příjmením v září 2005 jako přílohu časopisu Pevnost.
V listopadu 2010 vyšlo v edici Pevnost nakladatelství Epocha volné pokračování s názvem Pískožrouti a v roce 2012 třetí díl s názvem Otevřte sa, mraky.

## Popis obsahu
Děj se rozvíjí v několika dějových liniích, které se v závěru setkají při vlakové honičce. Kniha se odehrává v pseudo-středověkém světě, který je ale obohacen o řadu vynálezů suplujících moderní reálie (např. Internet, hypermarkety, Městskou policii aj.).
Kniha má několik hlavních postav. Hlavní dějová linka je příběhem ředitele Mořičvílského městského muzea, vedoucího oddělení Ozubených převodů a táhel, profesora Myrtila Kuštila a jeho přítele, vedoucího oddělení bublajících roztoků, profesora Jeronýma Myšpulky, kteří spolu se slečnou Zuzanou, majitelkou regeneračního hostince U příšerného šklebu a upírem hrabětem Samuelem Stokerem pátrají po dědictví Myrtilova dědečka.
Druhá linie sleduje pátrání Speciální městské stráže (SMS) po příčině mnohanásobného zdražení cen Mořičvílských spojených železnic, protože tento krok hrozí odstartovat bankrot města. Velitel Ramon Mataharis, tajný agent James Blond, doktor Quivido a sekretář Stuart jsou nuceni spolupracovat s konkurenční městskou stráží z města Abu-Baba.
Vedlejšími postavami jsou hejkal Cyril se svým přítelem duchem Vilémem, stařenka Vyprášilová, homeopatická guru která jako koníček vyučuje bojová umění, salon madam Čurbesové, hostinský Alen T'aBasco, strážník Skořápka, tajemná Markétka a mnoho dalších. Z vynálezů je zastoupený Nepraktický kanál, Potrubí, Myrtilka a v jedné epizodě i kolonie Lumíků, kteří sami neví, čí jsou.